# 守口市門真市消防組合
守口市門真市消防組合（もりぐちしかどまししょうぼうくみあい、英：Moriguchishi Kadomashi Fire District）は、大阪府守口市及び門真市によって組織された一部事務組合（消防組合）である。管轄区域は前述の2市。消防本部の名称は、守口市門真市消防組合消防本部。

## 概要
- 組合事務所：門真市殿島町7-1
- 消防本部：門真市殿島町7-1
- 管内面積：25.01km2
- 職員定数：344人
- 消防署2カ所、出張所5所
- 主力機械（2023年4月1日現在）
  - 小型水槽付消防ポンプ自動車：12
  - はしご付消防自動車：3
  - 化学消防自動車：2
  - 救急自動車：10
  - 救助工作車：2
  - 指令車：1
  - 指揮車：2
  - 指揮広報車：3
  - 査察広報車：3
  - 指揮調査車：1
  - 水難救助兼後方支援車：1
  - 多目的搬送車：1
  - 人員搬送車：1
  - 事務連絡車：1
  - ミニ消防車：1

## 沿革
- 1945年6月　官設消防として、城東消防署守口出張所を設置する。
- 1946年4月　守口出張所が守口消防署に昇格し、1署3出張所（三郷・門真・茨田）体制となる。
- 1948年3月　自治体消防として、守口市外7カ町村消防組合が設立され、1本部1署3出張所体制で発足する。
- 1948年7月　守口市外7カ町村消防組合を解散する。
- 1948年8月　守口市門真町庭窪町消防組合が、1本部1署（守口消防署）2出張所（三郷・門真）体制で発足する。
- 1950年5月　庭窪出張所を開設する。
- 1951年1月　救急業務を開始する。
- 1957年4月　守口市と庭窪町の合併に伴い、守口市門真町消防組合に改称する。
- 1958年2月　門真第二出張所を開設する。門真出張所を門真第一出張所に改称する。
- 1961年10月　救急自動車を本署に配備する。
- 1963年8月　門真町が市制施行し、守口市門真市消防組合に改称する。
- 1965年9月　救急自動車を門真第一出張所に配備する。
- 1966年2月　門真第三出張所を開設する。
- 1966年11月　はしご付消防自動車を本署に配備する。
- 1966年12月　大久保出張所を開設する。
- 1968年4月　門真第一出張所が門真分署に昇格する。
- 1970年6月1日　救急自動車を門真第三出張所に配備する。救急自動車のサイレンを電子音（ピーポーサイレン）に取り替える。
- 1971年4月24日　救急自動車を庭窪出張所へ配備する。
- 1971年12月　門真分署が門真消防署に昇格し、2署制となる。
- 1972年3月　門真第二出張所を上野口出張所に、門真第三出張所を稗島出張所に改称する。
- 1972年4月　千石出張所を開設する。
- 1973年4月　消防本部に特別救助隊を設置する。
- 1978年3月15日　化学消防自動車を配備する。
- 1979年6月15日　守口市門真市消防組合消防音楽隊が発足する。
- 1981年4月27日　消防本部新庁舎が竣工し、業務を開始する。
- 1982年1月28日　救助工作車を特別救助隊に配備する。
- 1989年12月16日　電源照明車を特別救助隊に配備する。
- 1994年2月1日　高規格救急自動車を守口本署・門真本署に配備する。
- 1996年1月26日　高規格救急自動車を庭窪出張所・千石出張所に配備する。
- 2006年4月1日　消防組合公式Webサイトを開設する。
- 2009年8月24日　イメージキャラクター『レンダイオン』誕生。
- 2013年4月12日　庭窪出張所と大久保出張所を統合。東部出張所として守口市金田町1丁目38-19に開設。庭窪、大久保出張所を閉鎖。
- 2018年4月5日　千石出張所と稗島出張所を統合。南部出張所として門真市千石西町10-16に開設。千石、稗島出張所を閉鎖。
- 2018年8月3日　6月の大阪北部地震により門真消防署が損傷を受け使用不能となったため守口市門真市消防組合本部内に移転[1]。

## 組織
- 組合議会
  - 議員定数：15人（守口市：8人、門真市：7人）
- 執行機関
  - 管理者：1人（関係市の長の協議により選出）
  - 副管理者：2人（管理者の属する市以外の市の長及び管理者の属する市の副市長）
  - 会計管理者：1人（管理者の属する市の会計管理者）
  - 監査委員：2人
  - 消防本部
    - 総務課、予防課、警備課、司令課、特別救助隊

  - 消防署
    - 庶務予防課、消防第一課、消防第二課、消防第三課

## 消防署
| 消防署     | 住所                 | 出張所                                               |
| ---------- | -------------------- | ---------------------------------------------------- |
| 守口消防署 | 守口市京阪本通2-15-8 | 三郷：守口市松下町1-21 東部：守口市金田町1-38-19     |
| 門真消防署 | 門真市殿島町7-1      | 上野口：門真市上野口町8-10 南部：門真市千石西町10-16 |